# Club des belles perdrix
Le Club des Belles Perdrix est le premier club gastronomique féminin français, fondé en 1928, par une vingtaine de femmes.

## Les origines

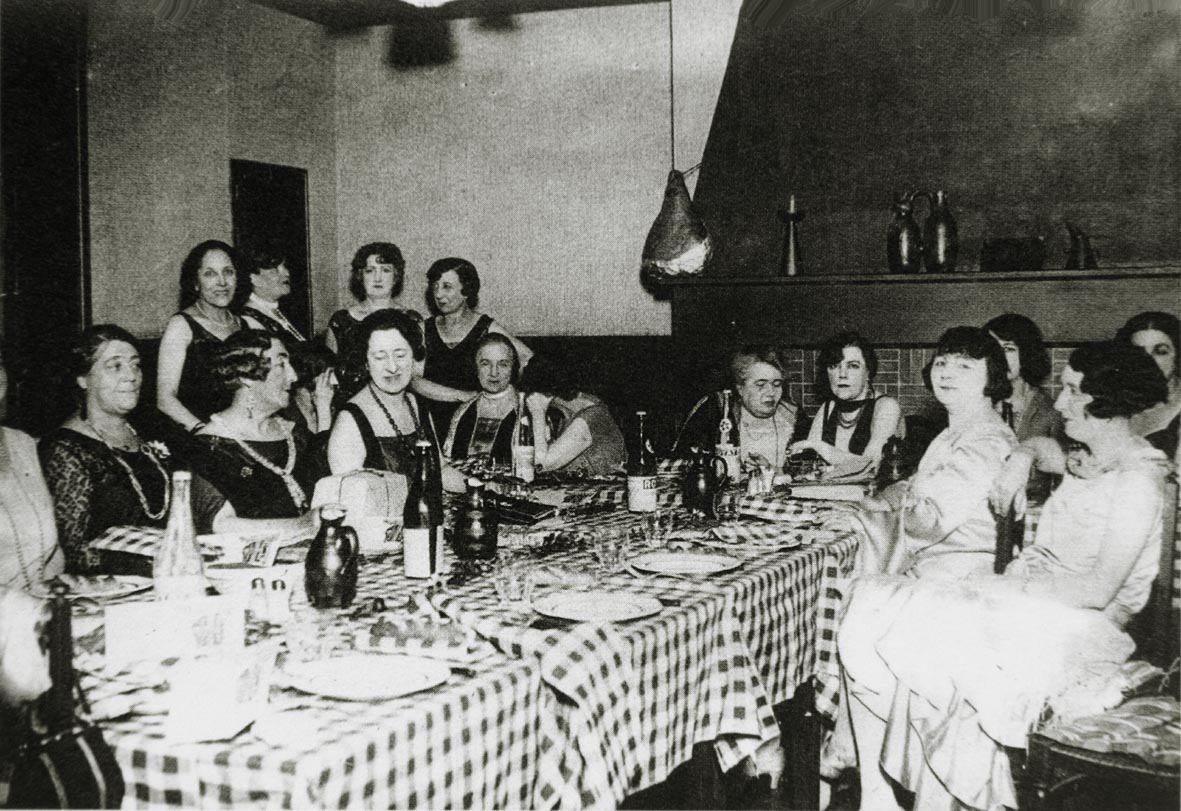
Fin de dîner des Belles Perdrix (Archives Curnonsky - éd. Curnonska, 2007, T3).

Le Club des belles perdrix a été fondé en 1928. Comœdia du 29 janvier 1928 dans Pas d'hommes explique qu'à la suite de la décision de Camille Cerf du Club des Cent de n’admettre aucune femme dans les réunions hebdomadaires, Maria Croci (1874-1965) et ses amies ont créé La belle Perdrix. Selon Gaston Derys cet ostracisme reposait sur l’idée que « la femme [était] moins capable que l’homme d’apprécier une chair (sic) délicate, de goûter un grand vin ».
S'il est vrai que la misogynie du Club des Cent donna naissance en 1929 au Cercle des Gourmettes fondé par les épouses des Centistes, à l'évidence La Belle Perdrix doit son nom et ses membres au Déjeuner du Grand Perdreau. Comme leurs compagnons, les Belles Perdrix appartenaient au monde des lettres,,. Ce déjeuner mensuel d'éditeurs et d'écrivains est attesté à compter de 1921, Le Grand Perdreau avait créé un prix littéraire (Le prix du Grand Perdreau) en 1924 et notait les restaurants pour promouvoir les meilleurs,. Le nom de Grand Perdreau était anecdotique, lors de premier déjeuner le chef se serait excusé auprès des convives: «il n'y a qu'un seul perdreau mais il est grand». Les femmes n'étaient pas admises au Déjeuner du Grand Perdreau (où la grivoiserie volait bas).
En 1929, Curnonsky écrit dans Paris-Soir que les membres du Grand Perdreau avaient admis en 1928 Pierre Croci dans leurs rangs, son épouse, Maria Croci, « la traductrice élégante et précise du Silence ardent, du Mussolini de Margueritte Sarfatti », décida, « avec esprit […] de donner une réplique féminine au Grand Perdreau conjugal ».
Le club est d'abord nommé La Belle Perdrix puis en mars 1928 L'Avenir rapporte le déjeuner du club Les Belles Perdrix au Relai de l'Aurore,.

## L'histoire

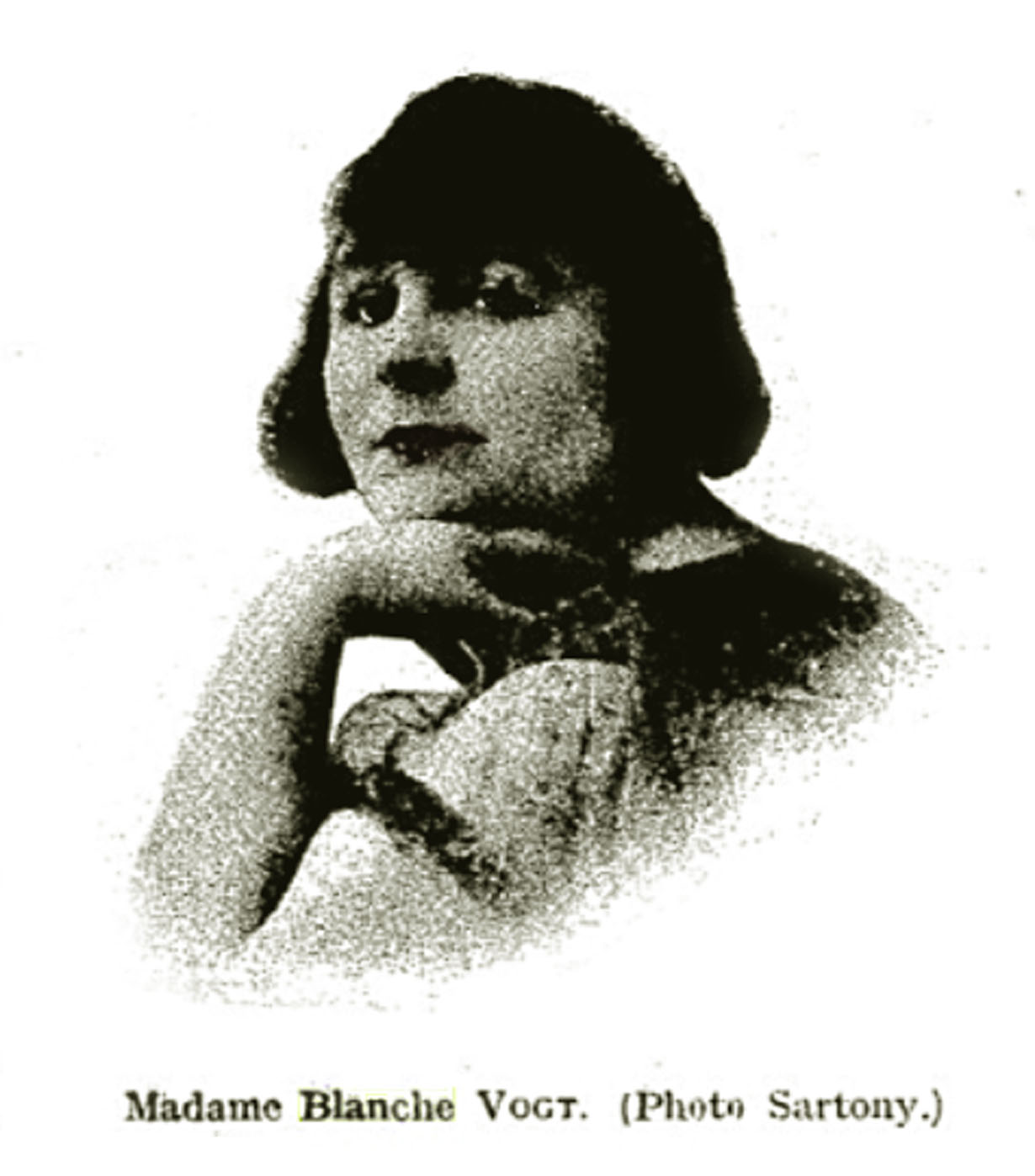
Blanche Vogt dans Femme de France de février 1931.

Lors du premier diner au restaurant Chez les Vikings, le 18 janvier 1928, les 20 premières membres du Club sont : Maria Croci, Hélène Valentin, Lucie Paul-Margueritte, Ève Paul-Margueritte, Marguerite Gamels, Edmée Cherau, Hélène Gosset, Yvonne Lenoir, Anna Levertin, Rosita Matza, Caroline de Broutelles, Daffis de Mirecourt, Lydie Lacaze, Vildés, Marcelle Tinayre, Judith Cladel, Lucie Delarue-Mardrus, Huguette Garnier, Marion Gilbert et Gabriel Reval,,,. Maria Croci n'oublia pas ce jour mémorable et créa avec les anciennes Perdrix Judith Cladel et Hélène Valantin et un Prix des Vickings qui sera décerné de 1940 à sa mort,. À cette époque, elle porte le titre de Fourrière des Belles Perdrix,.

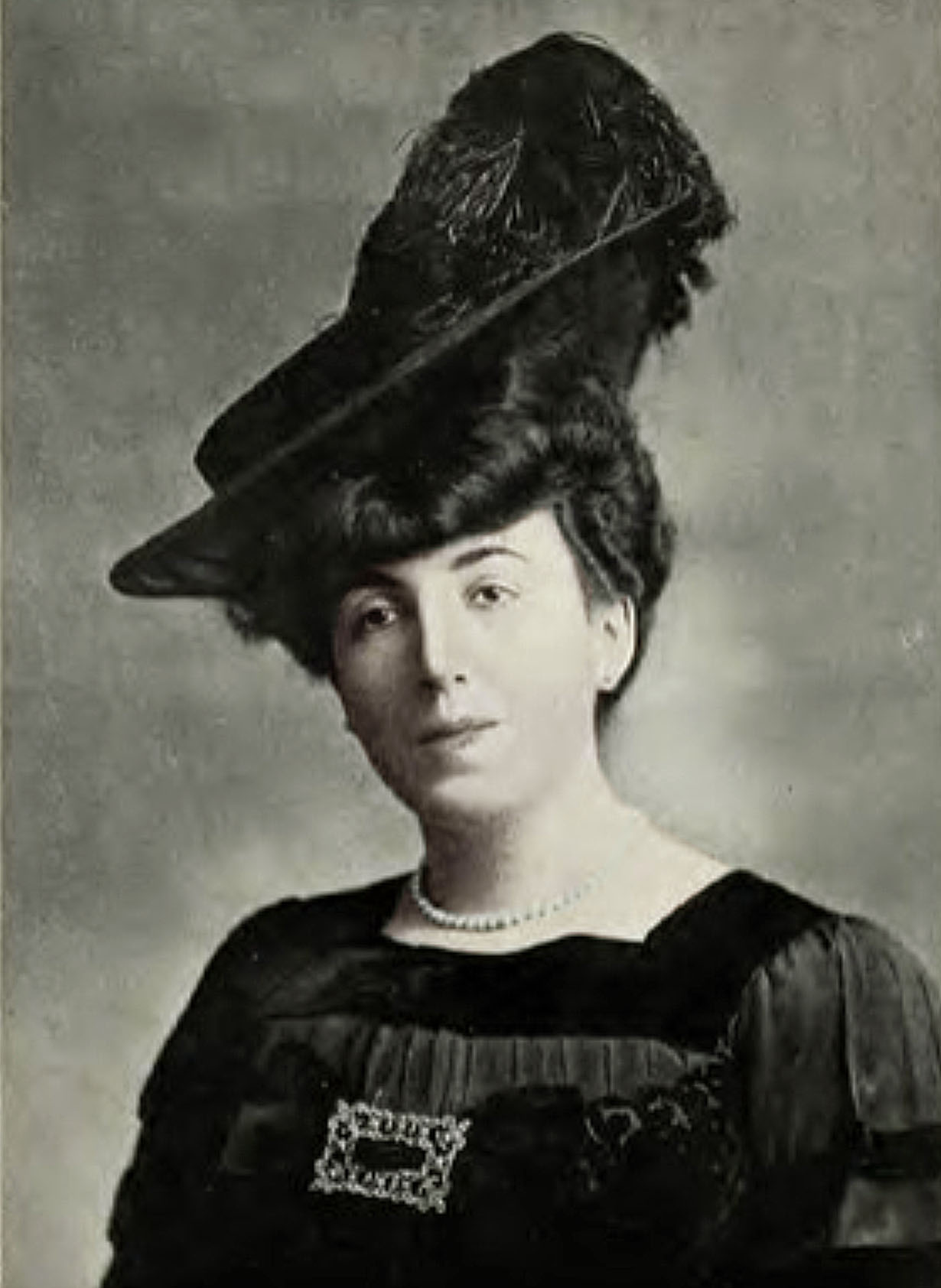
Gabrielle Reval sera une membre active des Belles Perdrix.

En 1930, Blanche Vogt, Belle Perdrix, poursuit : au cours d’un des « mardis » de Rachilde au Mercure de France, Maria Croci « émit cette idée que les femmes pourraient fonder, elles aussi, un club gastronomique. D’abord les palais, comme les cerveaux ont-ils un genre ? » car « ce sont les hommes qui ont fait courir le bruit que les femmes ne connaissaient rien à la véritable cuisine », ce à quoi Rachilde répliqua : « Faites donc une bonne farce […] à ceux qui ont fondé ces clubs gastronomiques misogynes… Pourquoi ne pas créer le premier club gastronomique de femmes ? ».
Les Belles perdrix, comme le Grand Perdreau, ont pour apogée de leur notoriété et leur activité 1928 à 1933. Elles décroissent ensuite rapidement pour s'éteindre avant la Seconde Guerre mondiale .
En 1932, on ne parle plus que d'un banquet annuel des Belles Perdrix. En novembre 1935, sur le Normandie, qui attendait à quai d’être mis en cale sèche au Havre, elles participent au côté des Pur Cents et de La Bonne Auberge (société gastronomique belge) au déjeuner de 400 couverts préparé par le maître-queux du transatlantique, Maître Megrin. En juillet 1936, les Belles Perdrix fêtèrent les quatre-vingts ans de J.-H. Rosny aîné ; le discours fut prononcé par Judith Cladel . Le dernier repas et non le moins somptueux des Belles Perdrix se tient à Château Margaux en juin 1937. Une section locale bordelaise est encore active la même année. Gabrielle Reval meurt en 1938.

## Le fonctionnement
Les membres fondatrices sont 22 :
- Caroline de Broutelles
- Judith Cladel

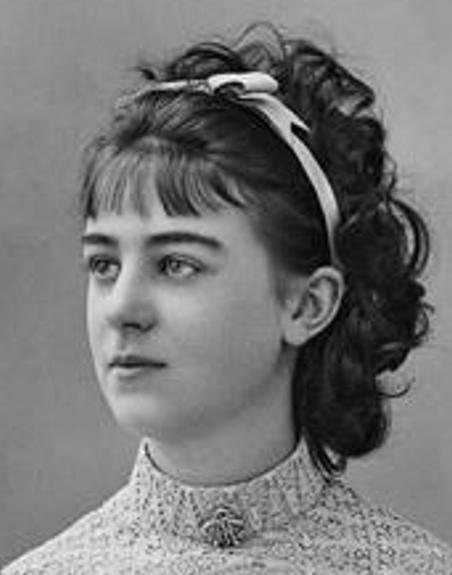
Élisabeth de Gramont (1875-1954), nom de plume Élisabeth de Clermont-Tonnerre.

- Duchesse Élisabeth de Clermont-Tonnerre
- Maria Croci[1]
- Lucie Delarue-Mardrus
- Huguette Garnier
- Marion Gilbert[6]
- Hélène Gosset[32]
- Lydie Lacaze
- Yvonne Lenoir
- Anna Levertin (journaliste et traductrice suédoise)
- Rosita Matza
- Daffis de Mirecourt
- Princesse Murat
- Ève Paul-Margueritte
- Lucie Paul-Margueritte
- Gabrielle Réval[1],[33]
- Aurore Sand[6]
- Ida Snauwaert
- Marcelle Tinayre
- Hélène Valantin
- Andrée Viollis
- Blanche Vogt

Membres admises ultérieurement, :
- Renée de Brimont
- Jehan d'Ivray
- Jeanne Landre
- Camille Marbo
- Alexandra Roubé-Jansky

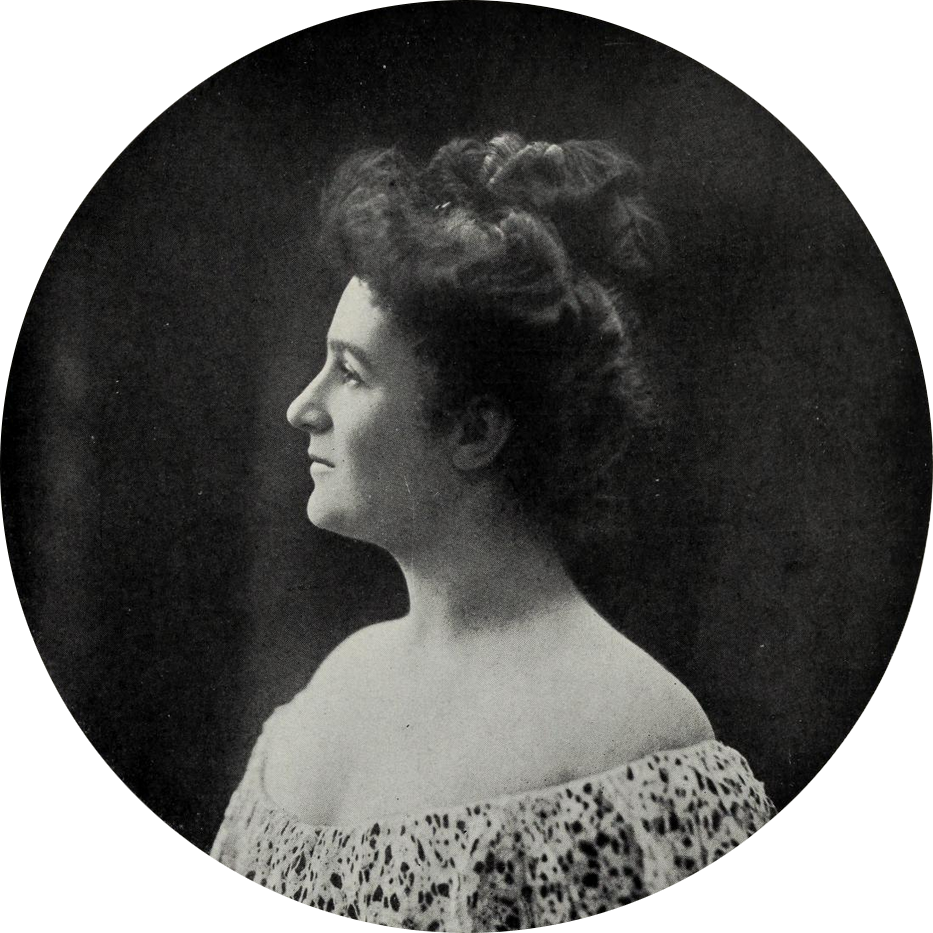
Caroline de Broutelles, fondatrice du prix Vie Heureuse-Femina.

Toutes ces femmes se réunissaient une fois par mois jusqu'à 1931, annuellement par la suite, dans un restaurant parisien pour juger la cuisine proposée et faire connaître l'adresse.
Les Belles Perdrix adoptent un mode de fonctionnement et des activités comparables aux autres club gastronomiques et littéraires de l'époque. Ainsi dans un désir d’éduquer au goût, ces associations conviaient-elles régulièrement des stagiaires. Les Belles Perdrix distinguaient les « Perdrilettes » des « Perdreaux » ; rien n’indique que ces invités aient été, comme chez les Cent, élus à l’unanimité. Généralement invitées en novembre, les « Perdrilettes » étaient de jeunes femmes artistes conviées, comme la sculptrice Yvonne Serruys et la comédienne Hélène Herleroy, pour être initiées à la bonne chère. On note, en 1932, la présence des chanteuses Lucienne Boyer et Marie Dubas, en 1934, celle de la romancière Michelle Deroyer et de la cinéaste Germaine Dulac. Pour le dernier repas de la saison, c’était au tour des « Perdreaux » d’être invités, le seul moment où un homme était admis parmi elles. Contrairement aux « Perdrilettes », la venue d’un « Perdreau » était soumise à des restrictions. Celui-ci ne devait pas être le mari de la Belle Perdrix qui le cooptait et il « ne [pouvait] pas être invité deux fois de suite ». L’article 5 des statuts du club précisait: « Contrairement aussi aux clubs masculins de gastronomes qui se refusent à admettre les femmes, les Belles Perdrix, une fois par an, convieront des « Perdreaux » à leurs agapes. Chaque Perdrix aura le droit d'amener un Perdreau de son choix qui ne pourra jamais être son mari: le même Perdreau ne pourra pas être invité deux années de suite par la même Perdrix ».
Les hommes qui, comme René Fauchois, Curnonsky, signèrent dans Les Recettes des Belles Perdrix, furent tous conviés. En 1929, le chroniqueur de Paris-Soir notait que le dîner avait été animé par « des rires, des chants, Lucie Delarue-Mardrus et Hélène Gosset charmèrent […] avec leurs vieilles chansons piquantes ». Le dessinateur Serge rendit également compte du dîner où il fut convié en même temps que « Gaston Derys, Emile Henriot, Francis de Miomandre, Jean Camp », évoquant un concert improvisé « où perdrix et perdreaux voltigèrent. André de Beauregard […] fit des vocalises en compagnie de ses amis Jean Girault et Georges Martin », « les perdreaux Rehm et Pierre Descaves maniaient l’accordéon ou les accessoires de l’homme-orchestre », « Lucie Delarue-Mardrus raconta une histoire de fille d’Honfleur qui possédait un corset à variations », « Marcelle Schmitt apporta la minute de poésie ».
Blanche Vogt participe et ne se prive pas de relater les incidents drolatiques survenus au cours des réunions. Ainsi écrivit-elle sur la crainte superstitieuse d’être treize à table dans « Celles qui se croient affranchies » pour le Comœdia du 18 janvier 1934.

## Les actions

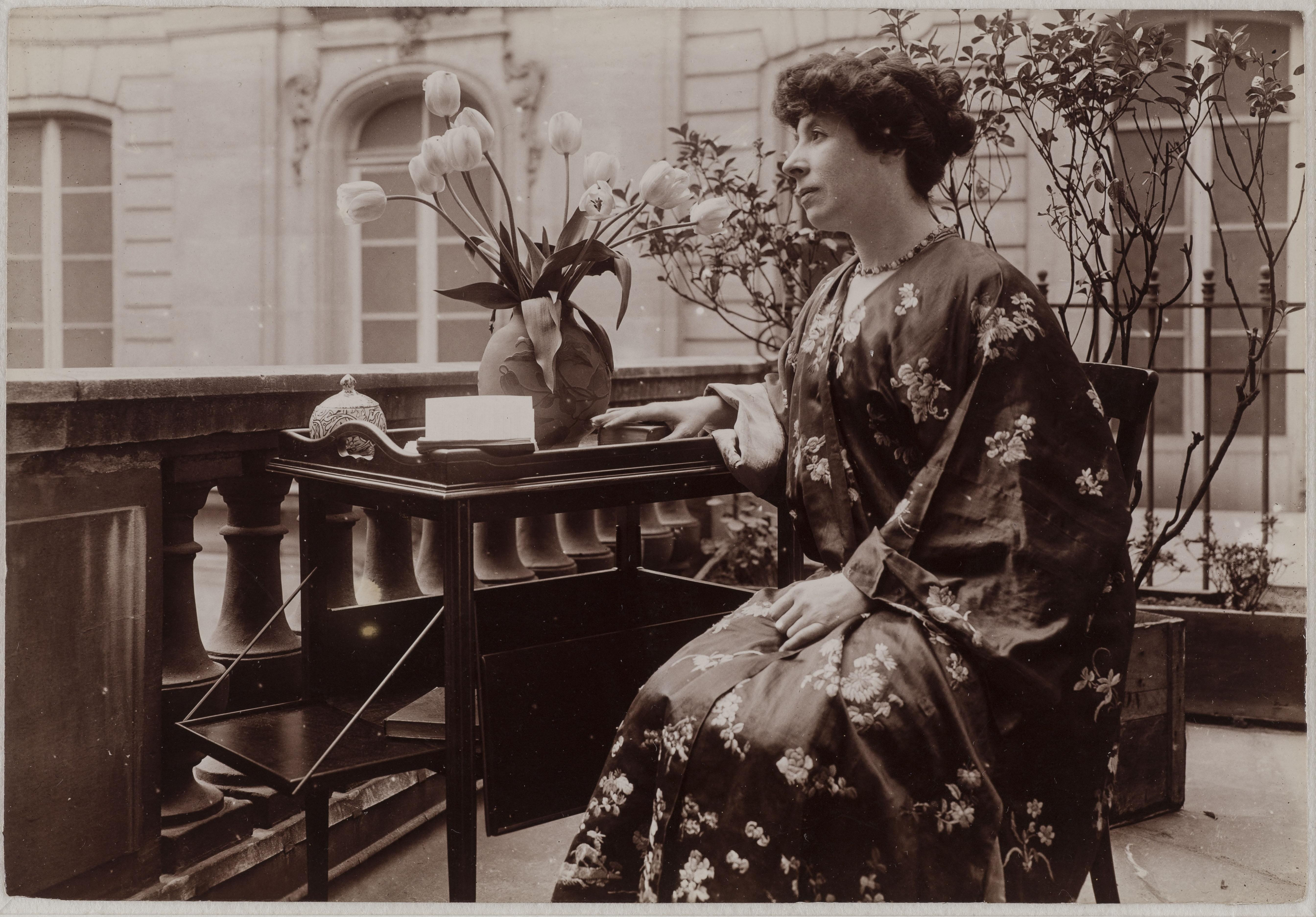
Marcelle Tinayre (1870-1948).

Toutes les actions que les Belles Perdrix menèrent répondirent toujours au souci d’accroître le prestige de la gastronomie française, faisant ainsi écho au discours du moment. Associées à l’Académie des Gastronomes et à l’Association des Gastronomes Régionaliste, les Belles Perdrix collaborèrent au comité artistique de L’Exposition de la Table Française qu’organisa le journal La Bonne Table et le Bon Gîte d'André Dabadie, en novembre 1928 ,.

### Les Recettes des Belles Perdrix

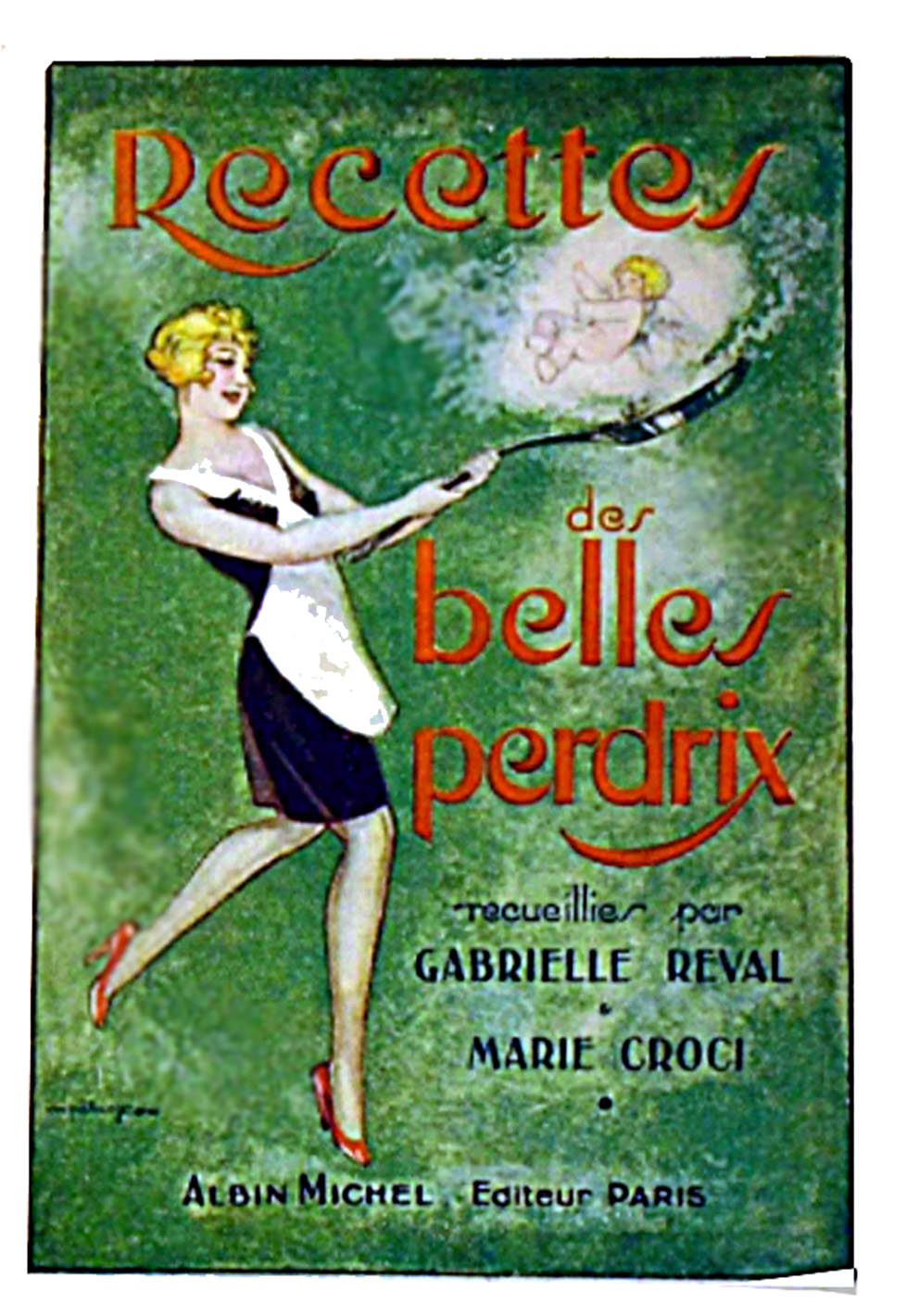
Les Recettes des Belles Perdrix par G. Reval et Maria Croci (préface de Curnonsky). Certaines recettes furent publiées par La Liberté en 1930-1931 dans Le coin des Gourmets,.

Fin mai 1930, paraît  le recueil des Recettes des Belles Perdrix qui rassemble 130 pages de recettes choisies et signées par les membres du club, suivies de cocktails, l'art de décoration de la table, des considérations de Maria Croci sur la femme et la gourmandise (où à nouveau la misogynie des gourmets est attaquée, « je connais tel Grand Perdreau incapable de tenir le queue d'une poêle » et leur détestable habitude de fumer la pipe (il existait une association nommée la Pipe qui se réunissait à table et terminait en fumant une bonne pipe). En fin du livre une centaine de pages d'anecdotes de poésies et les Menus des repas des Belles Perdrix de 18 janvier 1928 au 16 mai 1930 qui sonnent comme un adieu (p. 300 à 317).
L'attention portée au prix des denrées se manifeste d’ailleurs dans le choix du restaurant accueillant leur réunion. Ainsi était-il convenu que le prix du repas « ne (devait) ruiner personne. […] Pour 40 francs – pas davantage – les Belles Perdrix entend(aient) prouver qu’un restaurateur intelligent (pouvait) fournir à une clientèle érudite deux plats exquis, une bonne bouteille, un entremets soigné » (B. Vogt, juin 1930).
Au Salon d’Automne de 1930, certains membres participèrent à une conférence sur ce thème et, la même année, lors de l’exposition des arts de la table au musée Galliera, elles débattirent sur l’utilité de la nappe.

### Académie des cordons bleus

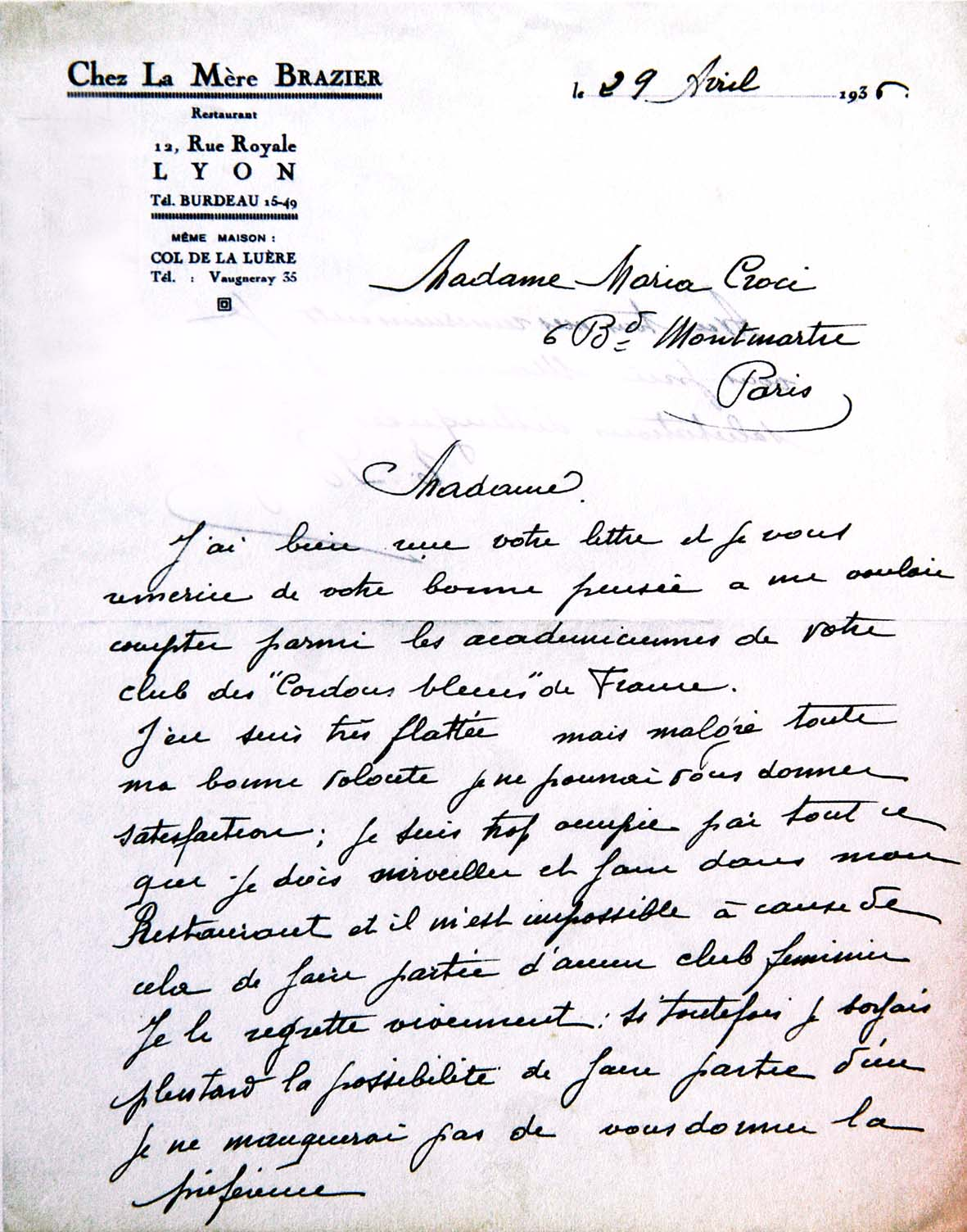
1936. Lettre de la Mère Brazier à Maria Croci : Je suis trop occupée dans mon restaurant pour faire partie d'un club féminin

Les Belles Perdrix furent à l’origine en 1936, de l'éphémère Académie des Cordons Bleus de France dont la présidence honoraire fut assurée par Curnonsky et la présidence effective par Marie Fanton,. Sa création était annoncée en 1929 dans les colonnes de Paris-Soir qui précisait qu’elle réunirait « les noms des grandes cuisinières de France consacrées par la renommée », s’ensuivait une liste d’une quarantaine de noms représentant « glorieusement la vraie cuisine de France, honnête, loyale, fine et simple ».
Elles entendaient participer à l’essor du tourisme (en 1928 avait paru le dernier volume de La France Gastronomique, premier et vaste guide de la cuisine de France de Marcel Rouff et Curnonsky) en faisant connaître les bonnes cuisinières et en orientant « la clientèle des gourmets vers des relais éprouvés où ils seront certains, même dans de simples auberges, de faire un vrai bon repas, dans les meilleures conditions possibles ». L'activité de cette Académie est mentionnée une fois en 1937, puis elle sombre dans l'oubli.

### Prix littéraire: le prix des muses
Les Belles Perdrix créent, en décembre 1929, le Prix des Muses, gratifié de 25 000 francs. Le Club des Cent avait depuis 1922, un prix Goncourt de la cuisine, le Grand Perdreau crée son prix annuel en 1930 (3 000 francs). Le Prix des Muses récompensait alternativement une œuvre littéraire (15 000 francs) et une œuvre artistique (10 000 francs). Le secrétariat de cette distinction artistique était assuré par Maria Croci et Hélène Valantin et la dotation provenait de la marraine des Belles Perdrix, Mme S. Le choix des lauréats se faisait autour d’une table bien servie, et celle d'Ida Snauwaert fut particulièrement appréciée. Elle invita plusieurs fois le club chez elle et par deux fois Blanche Vogt rendit hommage à leur hôtesse. Dans L’Intransigeant du 8 février 1929, elle célébra le waterzoi qui leur fut servi et dans Le Cyrano de janvier 1933, elle s’émerveilla devant la décoration de la table, le « foie gras maison fondant comme un baiser d’amour et encadré de truffe d’un calibre impressionnant ». Le premier lauréat du Prix des Muses fut André Chamson, essayiste et romancier, récompensé pour Clio, ou l’Histoire sans les Historiens. En 1930, ce fut au tour de Roger Chapelain-Midy peintre, illustrateur et décorateur de théâtre, de recevoir 15 000 francs. Aucun thème n’était imposé, l’œuvre proposée devait seulement ne pas dépasser cinquante centimètres. Les candidats devaient être français et avoir moins de quarante ans.
En 1932 le prix revient à la baronne Marie Surcouf (La coupe de Jade). À partir de juin 1935, le prix littéraire est réservé à une littératrice, « en raison de la qualité de plusieurs livres de femmes ». Cette année-là, ce fut Jeanne Bemer-Sauvan qui fut distinguée pour Mon âme en sabots et La Mystique de la ferme.

Le Grand Prix des Muses (prix littéraire de poésie) créé en 1959, n'a pas de rapport avec celui des Belles Perdrix .

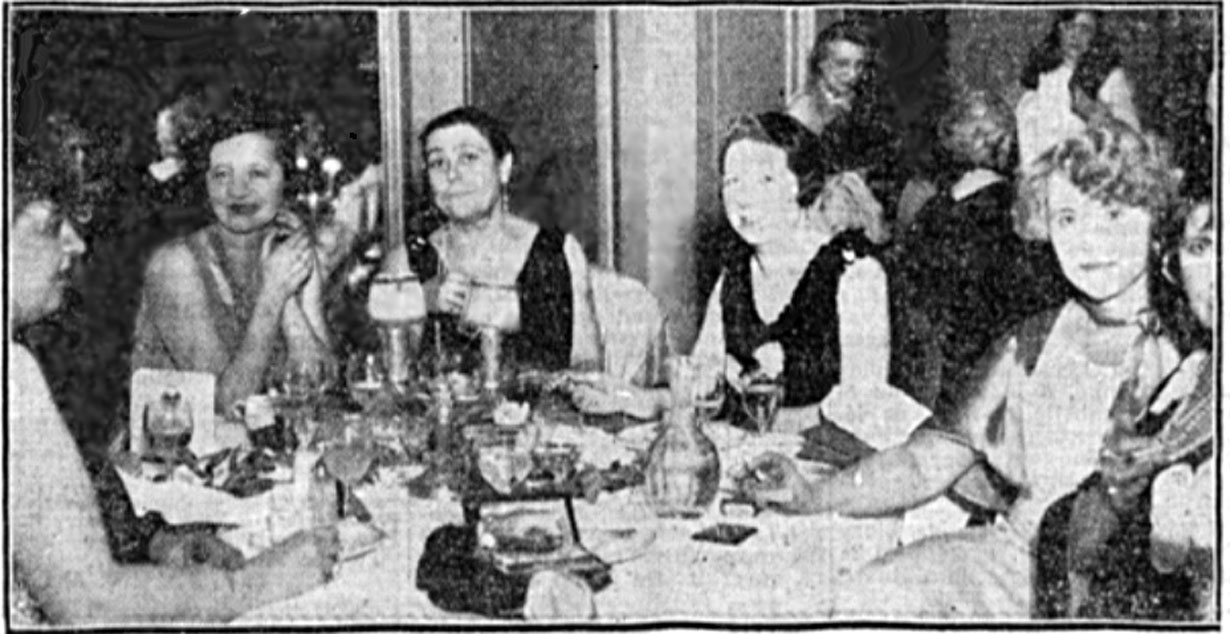
Attribution du prix littéraire de 1932 : Hélène Gosset à gauche, et Maria Croci au centre.

### Influences
En avril 1929, naissait le second club gastronomique féminin, le Cercle des gourmettes, fondé par Mme Paul Ettlinger et Mme Lucien Gaudin, qui regroupait des épouses de membres du Club des Cent. Son activité ne sera guère plus longue que celle des Belles Perdrix. Curnonsky dans un article de Paris-Soir (4 mai 1930) explique que l'Académie des Gastronomes ne comptait pas de femmes pour deux raisons : « il existe déjà deux grands clubs gastronomiques exclusivement féminins : La Compagnie des Belles Perdrix et le Club des Gourmettes et que [] celles qu'il avait pressenti » avait refusé son offre.
En 1933, Madeleine Poulaine, dans L’Escadrille des belles ailes propose de fonder une escadrille de femmes pilotes, lesquelles achèteraient collectivement des avions (« puisque les femmes de lettres se sont regroupées en un Club des Belles Perdrix, pourquoi aviatrices ne nous regrouperions-nous pas ? »), projet qui n'aboutit jamais.

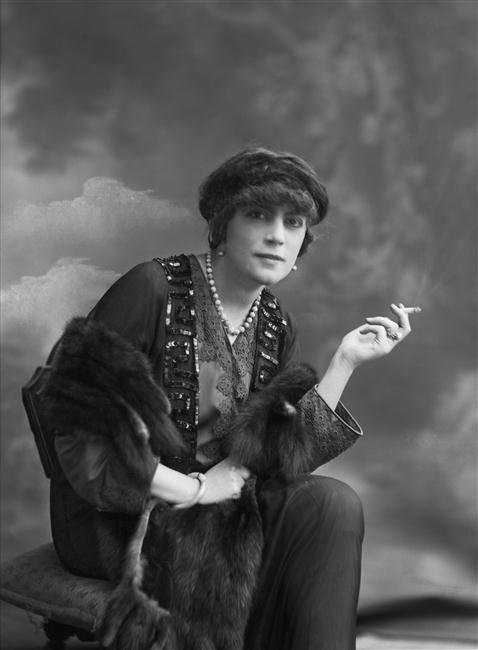
Lucie Delarue-Mardrus (1874-1945).

## Anthologie
Perdrix, pinson, paon, grive, grue,

Pie, oie, dinde ou rossignol fou,

Non, foi de Lucie Delarue,

Vous ne nous mettrez pas aux choux!

Mes sœurs, ouvrons nos ailes! 

Le bon rire coule à pleins bords,

La compagnie rappelle,

Qu'on est bien sans le sexe fort !
— Lucie Delarue-Mardrus, Recettes des Belles Perdrix, préface (25 avril 1929).

« De tout jeunes perdreaux assaisonnés de haut goût enveloppés de feuilles de vigne, mis en broche,

rôtis avec tous les soins voulus au feu de sarment, présentés sur canapés (sans feuille de vigne).

À chaque Perdrix son petit Perdreau

Salade d'oranges et de grains de raisin Muscat à la Japonaise »

— Extrait d'un menu composé par Escoffier pour les Belles Perdrix.